# Le Vieux Colombier
Le Vieux Colombier  est un club de jazz et de danse installé au 21 rue du Vieux-Colombier dans 6e arrondissement dans la cave du théâtre du Vieux-Colombier. Ouvert en décembre 1948 par Marc Dolnitz, puis refermé brièvement pour des questions de sécurité, il a été inauguré en janvier 1949.

## Historique
Dans le contexte de décadence des caves de Saint-Germain-des-Prés, notamment du Club Saint-Germain, le Vieux Colombier va être le dernier refuge des amateurs de jazz. La mode n'est plus aux caves, mais aux « boîtes de nuit ». Ceux qui avaient été tenus à l'écart par le « Tout-Saint-Germain » se rattrapent en investissant les Champs Élysées, Pigalle, Montmartre. Saint-Germain se vide. En 1948, la joyeuse bande à Vian songe à lancer la mode des greniers pour faire un pied de nez aux caves. Il s'en ouvre un au-dessus du Théâtre Édouard VII  du côté de la Madeleine et de  l'Opéra Garnier. On lui cherche un nom : Boris Vian propose : « Le Gang des tractions à Vian ».
Cependant Paul Annet Badel, directeur du théâtre du Vieux-Colombier avait envie d'avoir sa cave que Marc Doelnitz proposait de baptiser l'Œuf. Mais Badel voulait garder son image de marque, son style, un style selon Yvan Audouard « mi-galerie de mine, mi-hall de gare .  »

## Dernier temple du jazz à Saint-Germain
L'inauguration fut un évènement. Boris Vian la trouvait très réussie. « Comme toutes les fois qu'on boit à l'Œil dans le quartier, l'inauguration fut réussie, bruyante et encombrée de célébrités : Joseph Cotten, Martine Carol, Orson Welles, Marcel Aymé dont on jouait à l'étage Lucienne et le boucher, tous s'agitaient aux sons harmonieux de la formation de Claude Luter, échappée des  Lorientais. Claude luter était l'épine dorsale du club. »
Claude Luter est à l'origine du succès du Vieux Colombier qui ne désemplissait pas depuis son ouverture. Boris Vian notait encore qu'ici, comme au Caveau des Lorientais, c'était le charme de Claude Luter qui attirait les jolies jeunes filles. C'est également Luter qui a fait engager Sidney Bechet au Vieux Colombier, après le succès de l'américain au Festival de Paris du printemps 1949. Dès la fin 1949 et jusqu'en 1953, le Vieux Colombier devint un des hauts lieux du jazz, équivalent de ce qu'était le Club Saint-Germain à ses débuts pour le jazz moderne. On y avait déjà présenté Don Byas, et après le départ de Sidney Bechet en 1953, Luter accueillit jusqu'en 1956 de nombreux musiciens de jazz parmi lesquels, Big Chief  Russell Moore, Mezz Mezzrow. Mais la notoriété du club va décroissant et il ferme ses portes dans les années 1960.

## Une crise de gondolance extrême
Ce club laisse, pour Boris Vian « le souvenir  d'une crise de gondolance extrême  » et celui d'une entreprise digne des pieds  nickelés. Dans les greniers duThéâtre du Vieux-Colombier, en novembre 1948 Alexandre Astruc avait entrepris l'adaptation de l'Odyssée, un film dont le titre serait Ulysse. Ceci devait être le premier « film existentialiste » dont Jean Cocteau ferait les costumes, Jean Cau et Anne-Marie Cazalis le scénario. Pour obtenir des fonds de Anet Badel, on avait engagé sa femme Gaby Sylvia. Claude Luter et son orchestre faisaient partie des acteurs, tout comme Daniel Gélin, François Chalais, France Roche. Anne-Marie Cazalis donnait  des conférences de presse en annonçant huit jours de tournage. Les journalistes se pressaient sur le tournage, mais devant le détournement parodique du sujet, Badel démentit formellement être le producteur et il annonça qu'il ne donnerait pas un sou. L'aventure du « non-film » s'arrêta là. L'existentialisme n'aurait pas de film.